# بایشوو (شهرستان زیانچورینسکی، باشقیرستان)
بایشوو (انگلیسی: Baishevo, Zianchurinsky District, Republic of Bashkortostan) یک شهرک در شهرستان زیانچورینسکی استان باشقیرستان کشور روسیه است.